# Wendy Chamberlin

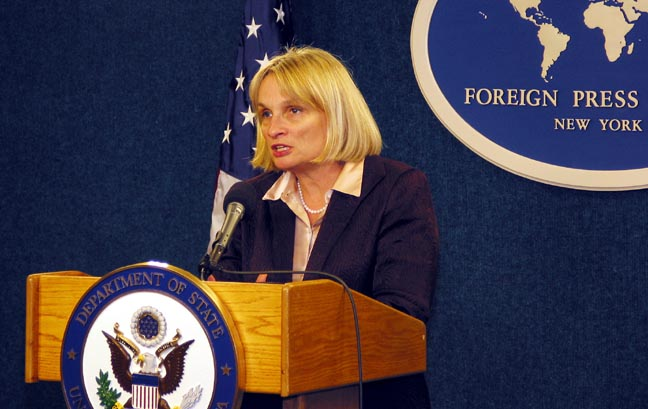
Wendy Chamberlin, 2003

Wendy Jean Chamberlin (* 12. Oktober 1948 in Bethesda, Maryland) ist eine US-amerikanische Diplomatin.
Sie hatte verschiedene Posten und war unter anderem Gesandte an der Botschaft in Kuala Lumpur, Malaysia, US-Botschafterin in Laos (1996–1999) und Pakistan (2001–2002) sowie von Februar bis Juni 2005 in kommissarischer Funktion Hoher Flüchtlingskommissar der Vereinten Nationen, nachdem Ruud Lubbers zurückgetreten war.
Zurzeit ist sie Präsidentin des Middle East Institute.